# Anne Dudley
Anne Dudley (Chatham, 7 maggio 1956) è una compositrice britannica di colonne sonore cinematografiche e di musical.
È la seconda donna dopo Rachel Portman ad aver vinto un Premio Oscar alla migliore colonna sonora (Commedia o Musical) nel 1998 per la colonna sonora del film Full Monty - Squattrinati organizzati.
Collaboratrice e produttrice di molti progetti musicali, Dudley vanta collaborazioni con Trevor Horn, ABC, Pet Shop Boys, Eminem, Frankie Goes to Hollywood, Seal, Marc Almond, Rod Stewart, Robbie Williams e George Michael. È stata tra i membri fondatori del gruppo inglese synthpop Art of Noise (anche conosciuto come The Art of Noise) fin dal 1983.

## Filmografia parziale
- Buster, regia di David Green (1988)
- Jamaica Cop (The Mighty Quinn), regia di Carl Schenkel (1989)
- Non per soldi... ma per amore (Say Anything...), regia di Cameron Crowe (1989)
- Un amore, forse due (The Miracle), regia di Neil Jordan (1991)
- Full Monty - Squattrinati organizzati (The Full Monty), regia di Peter Cattaneo (1997)
- American History X, regia di Tony Kaye (1998)
- Il magico regno delle favole (The 10th Kingdom) - miniserie TV (2000)
- Monkeybone, regia di Henry Selick (2001)
- Bright Young Things, regia di Stephen Fry (2003)
- Il risolutore (A Man Apart), regia di F. Gary Gray (2003)
- Perfect Creature, regia di Glenn Standring (2006)
- Tristano e Isotta (Tristan & Isolde), regia di Kevin Reynolds (2006)
- Black Book (Zwartboek), regia di Paul Verhoeven (2006)
- Elle, regia di Paul Verhoeven (2016)
- Attenti a quelle due (The Hustle), regia di Chris Addison (2019)
- Benedetta, regia di Paul Verhoeven (2021)

## Premi Oscar Miglior Colonna Sonora

### Vittorie
- Full Monty - Squattrinati organizzati (1998)